# Pico Itapiroca
O Pico Itapiroca é a quinta montanha mais alta da Região Sul do Brasil. É uma formação rochosa de granito e gneisse, entre o município de Antonina e Campina Grande do Sul, no conjunto de serra chamado Ibitiraquire.